# Eviota maculibotella
Eviota maculibotella, tên thông thường là spotted dick dwarfgoby, là một loài cá biển thuộc chi Eviota trong họ Cá bống trắng. Loài này được mô tả lần đầu tiên vào năm 2016.

## Từ nguyên
Danh pháp của E. maculibotella được ghép từ 2 âm tiết trong tiếng Latinh: maculos ("đốm") và botellus ("xúc xích nhỏ"), ám chỉ các chấm đen trên nhú sinh dục (urogenital papilla) ở cá đực, làm các tác giả liên tưởng đến một loại bánh pudding của người Anh có tên là Spotted dick (cũng là tên thông thường của loài này), có màu nâu nhạt được rắc nho khô.

## Phạm vi phân bố và môi trường sống
E. maculibotella được tìm thấy ở ngoài khơi vùng biển Việt Nam. Các mẫu vật của loài cá này đã được thu thập tại 3 địa điểm thuộc vịnh Nha Trang: Hòn Lớn, Hòn Rùa và Hòn Một, gần các rạn san hô ở độ sâu khoảng 8 m. Ngoài ra, E. maculibotella còn được ghi nhận tại đảo Florida (thuộc quần đảo Solomon) cũng trong cùng năm đó.

## Mô tả
Chiều dài cơ thể tối đa được ghi nhận ở E. maculibotella là 1,6 cm. Đầu và thân có màu nâu nhạt với các chấm đen li ti. Vảy có viền màu nâu sẫm, đậm hơn ở lưng. Các dải sọc dưới da có màu đen. Xung quanh gốc vây ngực nhạt hơn so với phần còn lại của cơ thể, với hai đốm màu nâu sẫm, gần như đen. Hai bên đầu có các đốm màu nâu đen. Mống mắt màu vàng kim, với các vạch màu nâu bao quanh đồng tử. Vây lưng màu đỏ hồng với các đốm trắng rải rác với nhiều chấm đen; vây hậu môn tương tự như vậy.
Số gai ở vây lưng: 7; Số tia vây ở vây lưng: 8 - 9; Số gai ở vây hậu môn: 1; Số tia vây ở vây hậu môn: 8; Số tia vây ở vây ngực: 15 - 16.